# Кросленд, Морис
Морис Кросленд (англ. Maurice P. (Pierre) Crosland; 19 марта 1931, Лондон — 30 августа 2020) — британский историк науки. Доктор философии (1959), профессор. Специалист по французской науке во время и после наполеоновского периода, с особым акцентом на истории химии, а также формальных институтах и неформальных сетях парижской науки. Лауреат премии Декстера (1984).

## Биография
Сын француженки и шотландца. Проживал в северном Лондоне, в годы войны эвакуировался. Уже в поздние школьные годы проявит интерес к истории наук, в особенности благодаря учебнику Дампира «История науки». Учился в Университетском колледже Лондона на бакалавра по химии, окончит его в 1951, и там же в 1953 получит степень магистра MSc и в 1959 — докторскую. Последнюю получал парт-тайм, одновременно преподавая в гимназии химию. Диссертация — «Исторические исследования языка химии», будет вскорости опубликована.
В 1963 получил назначение на должность лектора по истории и философии науки в Университете Лидса (вместе с ним туда же будет назначен J.E. (‘Ted’) McGuire), перебирается в Лидс со своей молодой семьей. Впоследствии повышен до ридера. В 1974 занял пост директора отдела истории науки недавно образованного Университета Кента в Кентербери.
Стал первым историком науки — почетным редактором Британского журнала истории науки (1965-71), — именно его называют заложившим там высокие стандарты, которые соблюдаются поныне.
Вместе с чем играл важную роль в Британском обществе истории науки в 1960-х и 1970-х годах в качестве активного члена совета и почетного президента общества (1974-6).
Автор четырех влиятельных научных монографий. В 2012 овдовел. Остались четверо детей.